# Eduardo Galán Font
Eduardo Galán Font (Madrid, 12 de octubre de 1967) es un dramaturgo, guionista, novelista y ensayista español. Actualmente es miembro de la junta directiva de SGAE, de la junta directiva de la Academia de las Artes Escénicas y secretario general de la Asociación de Productores y Teatros de Madrid.

## Biografía
Licenciado en Filología Hispánica por la Universidad Complutense de Madrid, ha publicado numerosos estudios literarios y varias ediciones críticas de diferentes obras de la literatura española. Cuenta con más de una veintena de obras de autoría propia estrenadas en distintos países de Europa, Latinoamérica y Estados Unidos y cerca de una veintena de adaptaciones de grandes obras de la historia del teatro. Estrenó su primera obra de teatro, La posada del Arenal, en 1989. Actualmente, su obra más conocida es La curva de la felicidad, escrita en colaboración con Pedro Gómez.
Algunas de sus obras se han representado en Estados Unidos, Venezuela, Puerto Rico, México, Argentina, Portugal, Estonia, Escocia, Chipre, Grecia, Alemania y Rusia entre otros países. Además, algunas han sido traducidas al inglés, al griego y al portugués.
Como novelista ha logrado que S.O.S. Salvad al ratoncito Pérez haya alcanzado una gran difusión entre el público infantil. 
Como guionista, sobresale en la coordinación de guiones de la serie de éxito Paraíso, de Televisión Española emitida entre los años 2000 y 2003 durante cuatro temporadas. 
De 1996 a 2000 fue subdirector general de teatro del INAEM (Ministerio de Educación y Cultura). En 1996 fue nombrado presidente de ASSITEJ, (Asociación Española de Teatro Infantil y Juvenil), cargo que ejerció durante dos años. Actualmente, forma parte de la junta directiva de SGAE, de la junta directiva de la Academia de las Artes Escénicas y es secretario general de la Asociación de Productores y Teatros de Madrid
En 2004 fundó Secuencia 3 Artes y Comunicación, empresa actualmente en activo. 
Reside en Madrid, donde ejerció hasta 2018 como profesor de Lengua y Literatura en el Instituto Beatriz Galindo.

## Obras de teatro de autoría propia
- 2018.- Nerón. Dirección: Alberto Castrillo-Ferrer. Reparto: Raúl Arévalo (luego Daniel Muriel), Itziar Miranda (luego Chiqui Fernández), José Manuel Seda, Diana Palazón, Francisco Vidal, Javier Lago, Daniel Migueláñez y Carlota García. Estreno en el teatro romano de Mérida durante el Festival Internacional de teatro Clásico de Mérida.
- 2015.- Los diablillos rojos. En colaboración con Arturo Roldán. Dirección: Francisco Vidal. Reparto: Beatriz Carvajal, Javier Lago, Francesc Galcerán, Montse Plá. Estreno: Teatro Juan Bravo de Segovia.

- 2014.- La curva de la felicidad. En colaboración con Pedro Gómez. Estreno: Teatro Amaya de Madrid. Dirección: Josu Ormaetxe. Reparto: Sergi Fernández, Jesús Cisneros, Antonio Vico y Josu Ormaetxe.
- 2014.- Felices 30. Estreno en el teatro Folhia de Sao Paulo.
- 2013.- Última edición. Estreno Teatro Victoria Eugenia de San Sebastián. Dirección: Gabriel Olivares. Reparto: Natalia Dicenta, Patxi Freytez, Ana Ruiz y Javier Martín.
- 2013.- Amores de fábula, el amor en los clásicos. Estreno: Teatro Juan Bravo de Segovia. Dirección: Alejandro Arestegui. Reparto: María Luisa Merlo, Juan Calot y Sergio Bienzobas.
- 2012.- Hombres de 40. Estreno: Teatro Principal de Zamora. Dirección: Mariano de Paco Serrano. Reparto: Roberto Álvarez, Diana Lázaro, Santiago Nogués y Francesc Galcerán.

- 2012.- El Capricho soñado. Dirección: Mariano de Paco Serrano. Reparto: Laia Alemany, Carolina Castellanos, Cristian Martín Cano, Antonia Paso, Ignacio Alonso, David Alarcón y Javier Ortiz.
- 2012.- Historia de 2. Estreno: Teatro Circo de Albacete. Dirección: Gabriel Olivares. Reparto: Jesús Bonilla y Ana Ruiz. Estreno en Madrid: Teatro Amaya.
- 2011.- Historia de 2. Estreno: Puerto Rico. Dirección: Johanna Rosaly. Centro Bellas Artes de San Juan de Puerto Rico.
- 2010.- Maniobras. Estreno: Teatro Principal de Zamora. Dirección: Mariano de Paco Serrano. Reparto: Olalla Escribano, Juan Calot, Manuel Gallardo y Alejandro Arestegui.
- 2010.- La curva de la felicidad. Estreno en Estonia.
- 2010 Historia de 2. Estreno en Lisboa. Dirección: Celso Cleto.
- 2009.- La mujer que se parecía a Marilyn. Estreno: Buenos Aires. Dirección. Carlos La Rosa.
- 2009 Felices 30. Estreno: Teatro Principal de Zamora. Dirección: Mariano de Paco Serrano. Reparto: Luis Fernando Alvés, Sonia Ferrer, Olalla Escribano, Esther Bové, Karol Wisnievski, Córdova Gómez y Javier Ortiz.
- 2009.- Mujeres frente al espejo. Estreno: Caracas.
- 2009.- Mujeres frente al espejo. Estreno: Teatro Lara de Madrid. Dirección: Joaquín Candeias.
- 2008.- La curva de la felicidad. Estreno en Buenos Aires, Lisboa, Miami, Chipre y Atenas.
- 2007.- La mujer que se parecía a Marilyn. Estreno: Teatro Juan Bravo de Segovia. Dirección: Antonio Valero. Reparto: Antonio Valero, María Luisa San José, Isabel Aboy y Alejandro Arestegui.
- 2005.- Esperando a Diana. Dirección: Celso Cleto. Reparto: María Casal, Jesús Ruymán, Rafa Castejón y Manuela Velasco. Estreno: Gran Teatro Falla de Cádiz, dentro del Festival Iberoamericano de Teatro.
- 2005.- Mujeres frente al espejo. Estreno: Teatro Juan Bravo de Segovia. Dirección: Celso Cleto. Reparto: Isabel Serrano y Begoña Maestre.
- 2004.- La curva de la felicidad. En colaboración con Pedro Gómez. Estreno en Madrid: Teatro Lara. Dirección: Celso Cleto. Reparto: José Ángel Egido y Jesús Cisneros. Pablo Carbonell sustituye a José Ángel Egido. Publicada en 2005 en edición bilingüe español-griego por el Instituto Cervantes en Atenas.
- 2004.- Tres hombres y un destino. En colaboración con Luis Lorente y Carlos Asorey. Estreno: Teatro Reina Victoria de Madrid. Dirección: Esteve Ferrer. Reparto: José Luis López Vázquez, Agustín González y Manuel Alexandre.
- 2002. Memoria y Olvido (Argentina 76, ¡nunca más!) En colaboración con Luis Lorente y Arturo Roldán. Estreno: Inauguración FIT de Cádiz en el Gran Teatro Manuel de Falla. Dirección: Ferrán Madico. Reparto: Daniel Freire y Manuel Callao.

- 2002.- Mujeres frente al espejo. Estreno en Lisboa. Dirección: Celso Cleto. Reparto: Margarida Cardenal y Helena Isabel.
- 1996.- Mujeres frente al espejo. Estreno: Teatro Alcázar de Madrid. Dirección: Juan Carlos Pérez de la Fuente. Reparto: María José Alfonso y Blanca Portillo.
- 1994.- La silla voladora. Estreno: Teatro San Pol de Madrid. Dirección: Luis Araujo.
- 1993.- Anónima sentencia. Estreno en Valencia y Madrid: Teatro Galileo.
- 1992.- Pareja de damas. Estreno: Centro Cultural de Majadahonda. Dirección: Pilar Ruiz.
- 1992.- El espantapájaros de Mojapiés. Estreno: Paraninfo de la Universidad Complutense de Madrid. Dirección: Luis Borrego.
- 1989.- La posada del arenal. Estreno en el Teatro Salón Cervantes de Alcalá de Henares, su primera obra comercial, basada en la Commedia dell’Arte. Dirección: Fernando Rojas. Reparto: Carmen del Valle y Fernando Rojas.

## Adaptaciones y versiones
- 2019.- Un marido ideal, de Oscar Wilde. Dirección: Juan Carlos Pérez de la Fuente. Reparto: Juanjo Artero, Ana Arias, Candela Serrat, Carles Francino (luego Daniel Muriel) y Ania Hernández.
- 2017.- Tristana, de Benito Pérez Galdós. Dirección: Alberto Castrillo-Ferrer. Reparto: Olivia Molina, Alejandro Arestegui, José Luis Ferrer y Diana Palazón.
- 2014.- El zoo de cristal, de Tennessee Williams. Dirección: Francisco Vidal. Reparto: Silvia Marsó, Alejandro Arestegui, Pilar Gil y Carlos González
- 2013.- El caballero de Olmedo, de Lope de Vega.
- 2014.- La Cenicienta (el musical). En colaboración con Julio Jaime Fischtel. Estreno: Teatro San Pol de Madrid. Dirección: Natalia Jara.
- 2013.- El Caballero de Olmedo. Estreno: Palacio de Festivales de Santander. Estreno en Madrid en el Teatro Fernán Gómez. Dirección: Mariano de Paco Serrano. Reparto: Javier Veiga, Marta Hazas, José Manuel Seda, Enrique Arce, Encarna Gómez, Jordi Soler, Andra Soto y Alejandro Navamuel
- 2012.- Anfitrión, de Plauto. Estreno: Torrelavega. En coproducción con el Festival de Teatro Mérida. Dirección: Juan Carlos Pérez de la Fuente. Reparto: Roberto Álvarez, Natalia Millán, Juanjo Cucalón, Jorge Roelas, Patxi Freytez y María Felices. Estreno en Madrid.
- 2011.- La Celestina, de Fernando de Rojas. Estreno Festival Clásicos de Alcalá (Madrid), junio de 2011. Estreno en Madrid en el Teatro Fernán Gómez. Dirección: Mariano de Paco Serrano. Reparto: Gemma Cuervo, Juan Calot, Olalla Escribano, Alejandro Arestegui, Santiago Nogués, Jordi Soler, Rosa Merás, Natalia Erice e Irene Aguilar.
- 2010.- El galán fantasma, de Calderón de la Barca. Dirección: Mariano de Paco Serrano. Reparto: Manuel Navarro (luego Patxi Freytez), Carmen Morales, Manuel Gallardo, Guillermo Montesinos, Juan Calot, Ana Ruiz y Alejandro Arestegui. Estreno: Teatro Principal de Zamora.
- 2009.- El fantasma de la Opera, de Lloyd Weber. Estreno: Buenos Aires.
- 2008.- La Celestina. Estreno: Teatro Juan Bravo de Segovia. Dirección: Alejandro Arestegui. Temporada 2008/2009 en campaña escolar en el Teatro Lara de Madrid.
- 2007.- La importancia de llamarse Ernesto, de Oscar Wilde. Teatro Maravillas de Madrid y Teatro de La Latina de Madrid. Dirección: Gabriel Olivares. Con Carmen Morales, Daniel Muriel, Arantxa De Juan, Rebeca Valls y Fran Nortes.
- 2007.- El libro de la selva, de Rudyar Kipling. Estreno: Teatro Marquina de Madrid y Teatro Fígaro de Madrid. Dirección: Alejandro Arestegui.
- 2006.- El Lazarillo. Estreno: Teatro Lara de Madrid. Dirección: Alejandro Arestegui.
- 2003.- La dama duende de Calderón de la Barca. Estreno: Teatro San Pol de Madrid. Dirección: Ana María Boudeguer.
- 2002.- Defendiendo al cavernícola. Estreno en el Teatro Arlequín de Madrid. Protagonizada por Nancho Novo.
- 2002.- El fantasma de la Ópera, de Lloyd Weber. Estreno: Teatro Lope de Vega (Madrid)
- 2001.- La cenicienta. Estreno en el Teatro San Pol de Madrid. Dirección: Ana María Boudeguer.
- 2000.- La viuda es sueño, de Tono y Llopis. Estreno: Palacio de Festivales de Cantabria. Dirección: Juan Carlos Pérez de la Fuente.

## Novelas
- 2019.- La pasión de Alma

## Premios
- Premio Calderón de Teatro por La sombra del poder.
- Premio Lazarillo de Tormes de Teatro por La silla voladora.
- Premio de Teatro Enrique Llovet por La amiga del rey.
- Premio Nacional de Teatro Infantil y Juvenil de AETIJ.[1]